# Discovery (recht)
Discovery is een rechtsfiguur in het Angelsaksische common law-stelsel, waarbij een partij in een civiele procedure bewijsstukken mag opeisen bij de wederpartij en eventuele derden. Bij derden kan dit door middel van een dagvaarding. De eis moet opgevolgd worden, zelfs indien dit de eigen rechtspositie schaadt. Bij onvoldoende inwilliging van de eis kan bij de rechter een motion to compel ingediend worden om naleving af te dwingen of sancties op te leggen. In Nederland is inzagerecht ofwel exhibitieplicht een vergelijkbaar doch beperkter rechtsinstrument, overeenkomstig Artikel 843a van het Wetboek van Burgerlijke Rechtsvordering.